# Außenhandelsfinanzierung
Unter Außenhandelsfinanzierung (auch: Handelsfinanzierung; englisch trade finance) versteht man im Bankwesen die Finanzierung des Außenhandels der Nichtbanken mit Hilfe von Kreditinstituten.

## Allgemeines
Der Außenhandel benötigt als Wirtschaftssektor spezifische Zahlungs- und Finanzierungsinstrumente, die ihn von anderen Wirtschaftssektoren unterscheiden. Er findet durch grenzüberschreitenden Handels- und Dienstleistungsverkehr statt und besteht überwiegend aus Export und Import, wobei den Waren- oder Dienstleistungsströmen in das oder vom Ausland auch Geldströme als Gegenleistungen gegenüberstehen. Auch die Geldströme sind Gegenstand der Außenhandelsfinanzierung. Wegen der Eigenheiten – wie der räumlichen Entfernung der Außenhandelspartner mit langen Transportwegen – haben sich besondere Abwicklungsformen gebildet. Der hierbei entstehende Finanzierungs- und Sicherheitsbedarf geht vom Exporteur oder Importeur aus. Die Außenhandelsfinanzierung kann nur von Kreditinstituten durchgeführt werden, weil sie einerseits über das Fachwissen und andererseits über das erforderliche Korrespondenzbanknetz verfügen. Bei der Außenhandelsfinanzierung sind die zwischen Exporteur und Importeur vereinbarten Lieferungs- und Zahlungsbedingungen von entscheidender Bedeutung.
Bei grenzüberschreitenden Geschäften erschweren die räumliche Entfernung, Sprachunterschiede sowie unterschiedliche politische, rechtliche und wirtschaftliche Systeme die Beurteilung und Kreditwürdigkeitsprüfung des Geschäftspartners. Zudem ist zusätzlich eine Beurteilung des Länderrisikos im Sitzland des Importeurs vorzunehmen.

## Arten
Bei der kurzfristigen Außenhandelsfinanzierung unterscheidet man zwischen nicht-dokumentären (englisch clean payment) und dokumentären Zahlungsinstrumenten. Ein nicht-dokumentäres Zahlungsinstrument ist im Rahmen des Auslandszahlungsverkehrs insbesondere die Auslandsüberweisung. Dokumentäre Zahlungsinstrumente (englisch documentary payment) sind Dokumenteninkasso und Akkreditiv, für die die Beschaffung von Warenbegleitpapieren erforderlich ist. Bei diesen Zahlungsformen findet im Regelfall kein Kreditgeschäft durch Kreditinstitute statt.
Eine Kreditgewährung erfolgt erst bei der mittel- oder langfristigen Außenhandelsfinanzierung. Sie besteht aus den Teilbereichen Exportfinanzierung und Importfinanzierung. Exportfinanzierung als Teil der Absatzfinanzierung liegt vor, wenn Kreditinstitute die Finanzierung des Exports von Gütern und Dienstleistungen übernehmen. Erforderlich ist neben der zeitlichen Nähe auch der sachliche Zusammenhang zwischen Finanzierung und Export-/Importvertrag. Als Arten gibt es die Finanzierung des Lieferantenkredits oder ein Negoziierungskredit (für den Exporteur) und der Bestellerkredit (Importeur) sowie die Mobilisierung der Exportforderungen durch Factoring oder Forfaitierung (Exporteur). Diese Finanzierungsform kann bei der Finanzierung von langlebigen Exportgütern wie Investitionsgütern auch langfristig sein, ist jedoch bei Konsumgütern kurzfristig. Von Importfinanzierung wird gesprochen, wenn Kreditinstitute dem ausländischen Importeur Kredite zum Kauf der Importwaren im Rahmen des internationalen Kreditverkehrs zur Verfügung stellen. Hierzu eignen sich der Rembourskredit und das Akkreditiv.

## Rechtsfragen
Die Außenhandelsfinanzierung beruht auf der Warenverkehrs- und Kapitalverkehrsfreiheit. Außenhandelsfinanzierung selbst ist im Bankrecht kein Bankgeschäft, sondern die jeweils zugrunde liegenden Teilsektoren Kreditgeschäft (§ 1 Abs. 1 Nr. 2 KWG), Garantiegeschäft (§ 1 Abs. 1 Nr. 8 KWG) oder Zahlungsinstrumente (§ 1 Abs. 11 KWG). Factoring und Forfaitierung (§ 1 Abs. 1a Nr. 9 KWG) gehören zu den Finanzdienstleistungen. Außenhandelsfinanzierung wird von Universalbanken, aber auch auf hierauf spezialisierte Spezialbanken (wie die ehemaligen Deutsche Ueberseeische Bank und Deutsche Handelsbank; Export-Import Bank of the United States) oder Auslandsbanken wahrgenommen. Die 2010 gegründete International Credit and Trade Finance Association (ICTF) in Baltimore berät ihre Mitglieder als Nichtregierungsorganisation bei der Außenhandelsfinanzierung. 

## Besonderheiten
Strukturierte Finanzierungen wie die Rohstoffhandelsfinanzierung können sowohl Export- als auch Importfinanzierung darstellen. Im islamischen Bankwesen gibt es eine Handelsfinanzierung durch eine als Käufer von Handelswaren (Commodities) zwischengeschaltete Bank (arabisch murabaha), wodurch Banken auch ausnahmsweise in die Warenströme eingebunden sind. Das Länderrisiko der Exporteure kann bei Außenhandelsfinanzierungen durch eine Exportkreditversicherung gedeckt werden.

## Bedeutung
Die Außenhandelsfinanzierung spielt in Staaten mit hoher Außenhandelsquote (Export- oder Importquote) eine große Rolle. Sie hilft den Exporteuren und Importeuren bei der Deckung von Angebot und Nachfrage. Im Jahre 2016 exportierte die Eurozone Waren im Wert von 2047,8 Milliarden Euro in Staaten außerhalb der Zone und importierte gleichzeitig Waren in Höhe von 1774 Milliarden Euro. Hierfür war mindestens eine Auslandsüberweisung (beim Exporteur als Zahlungsempfänger oder beim Importeur als Zahlungspflichtiger) erforderlich. Nach einer Befragung unter 300 europäischen Großunternehmen lagen die Marktanteile in der Handelsfinanzierung bei der BNP Paribas mit 32 % am höchsten, gefolgt von der Deutschen Bank (29 %) und HSBC (27 %). In Deutschland lag bei Großunternehmen der Marktanteil der Deutschen Bank bei 92 %, sie ist also auf dem Sektor der Außenhandelsfinanzierung fast konkurrenzlos.